# Liga de Campeones Élite de la AFC 2024-25
La Liga de Campeones Élite de la AFC 2024-25 fue la cuadragésima tercera edición del principal campeonato de fútbol de clubes de Asia organizado por la Confederación Asiática de Fútbol (AFC), y la primera bajo su nueva denominación. Antes se llamaba Liga de Campeones de la AFC.
En diciembre de 2023 Arabia Saudita fue anunciada como los anfitriones de la fase final, esto comprendió los cuartos de final, semifinales y final. La presente edición contempló eliminar las restricciones respecto a jugadores extranjeros.
La fase final se jugó en Arabia Saudita del 25 de abril al 3 de mayo de 2025. El ganador del torneo se clasificó para la Copa Intercontinental de la FIFA 2025 y la Copa Mundial de Clubes de la FIFA 2029. Además, el ganador ingresó a la etapa de liga de la Liga de Campeones de la AFC Elite 2025-26, si aún no se ha clasificado a través de su desempeño nacional.

## Asignación geográfica de equipos por asociación
A las asociaciones se les asignaron plazas según la clasificación de las competiciones de clubes que se publicó una vez finalizadas las competiciones de 2022.
| Ranking | Ranking | Asociación             | Puntos | Cupos     | Cupos      |
| Zona    | AFC     | Asociación             | Puntos | Principal | Preliminar |
| ------- | ------- | ---------------------- | ------ | --------- | ---------- |
| 1       | 1       | Arabia Saudita         | 93.795 | 3         | 0          |
| 2       | 4       | Catar                  | 75.950 | 2         | 1          |
| 3       | 5       | Irán                   | 72.018 | 2         | 1          |
| 4       | 6       | Emiratos Árabes Unidos | 64.129 | 2         | 1          |
| 5       | 9       | Uzbekistán             | 45.006 | 1         | 0          |
| 6       | 10      | Irak                   | 36.901 | 1         | 0          |
| Ranking | Ranking | Asociación             | Puntos | Cupos     | Cupos      |
| Zona    | AFC     | Asociación             | Puntos | Principal | Preliminar |
| 1       | 2       | Japón                  | 91.821 | 3         | 0          |
| 2       | 3       | Corea del Sur          | 88.925 | 3         | 0          |
| 3       | 7       | China                  | 57.630 | 2         | 1          |
| 4       | 8       | Tailandia              | 49.470 | 1         | 1          |
| 5       | 11      | Australia              | 33.380 | 1         | 0          |
| 6       | 14      | Malasia                | 29.251 | 1         | 0          |

## Equipos participantes
| Club               | Método de clasificación                           | Parts. (U. P.) |
| Fase de liga       | Fase de liga                                      | Fase de liga   |
| ------------------ | ------------------------------------------------- | -------------- |
| Al-Hilal           | Campeón de la Liga Profesional Saudí 2023-24      | 20 (2023-24)   |
| Al-Nassr           | Subcampeón de la Liga Profesional Saudí 2023-24   | 8 (2023-24)    |
| Al-Ahli            | Tercer lugar de la Liga Profesional Saudí 2023-24 | 14 (2021)      |
| Al-Sadd            | Campeón de la Qatar Stars League 2023-24          | 19 (2023-24)   |
| Al-Rayyan          | Subcampeón de la Qatar Stars League 2023-24       | 13 (2022)      |
| Persépolis         | Campeón de la Iran Pro League 2023-24             | 12 (2023-24)   |
| Esteghlal Tehran   | Subcampeón de la Iran Pro League 2023-24          | 12 (2021)      |
| Al-Wasl            | Campeón de la UAE Pro League 2023-24              | 4 (2019)       |
| Al-Ain             | Campeón de la Liga de Campeones de la AFC 2023-24 | 18 (2023-24)   |
| Pakhtakor Tashkent | Campeón de la Super Liga de Uzbekistán 2023       | 20 (2023-24)   |
| Al-Shorta          | Campeón de la Liga Premier de Irak 2023-24        | 6 (2021)       |
| Fase preliminar    |                                                   |                |
| Al-Gharafa         | Tercer lugar de la Qatar Stars League 2023-24     | 13 (2022)      |
| Sepahan            | Campeón de la Copa Hazfi 2023-24                  | 14 (2023-24)   |
| Shabab Al-Ahli     | Subcampeón de la UAE Pro League 2023-24           | 12 (2023-24)   |

| Club                   | Método de clasificación                                          | Parts. (U. P.) |
| Fase de liga           | Fase de liga                                                     | Fase de liga   |
| ---------------------- | ---------------------------------------------------------------- | -------------- |
| Vissel Kobe            | Campeón de la J1 League 2023                                     | 3 (2022)       |
| Kawasaki Frontale      | Campeón de la Copa del Emperador 2023                            | 11 (2023-24)   |
| Yokohama F. Marinos    | Subcampeón de la J1 League 2023                                  | 7 (2023-24)    |
| Ulsan HD               | Campeón de la K League 1 2023                                    | 12 (2023-24)   |
| Pohang Steelers        | Campeón de la Copa de Corea del Sur 2023                         | 10 (2023-24)   |
| Gwangju                | Tercer lugar de la K League 1 2023                               | 1              |
| Shanghái Port          | Campeón de la Superliga de China 2023                            | 8 (2023-24)    |
| Shanghái Shenhua       | Campeón de la Copa FA de China 2023                              | 10 (2020)      |
| Buriram United         | Campeón de la Liga de Tailandia 2023-24                          | 12 (2023-24)   |
| Central Coast Mariners | Premiers de la A-League 2023-24 y campeón de la Copa AFC 2023-24 | 6 (2015)       |
| Johor Darul Takzim     | Campeón de la Superliga de Malasia 2023                          | 10 (2023-24)   |
| Fase preliminar        |                                                                  |                |
| Shandong Taishan       | Subcampeón de la Superliga de China 2023                         | 12 (2023-24)   |
| Bangkok United         | Campeón de la Copa de Tailandia 2023-24                          | 5 (2023-24)    |

## Calendario
El calendario de la competición fue el siguiente.
| Fase             | Ronda            | Sorteo               | Ida                                   | Vuelta                                |
| ---------------- | ---------------- | -------------------- | ------------------------------------- | ------------------------------------- |
| Etapa preliminar | Ronda 1          | No hubo              | 6 de agosto de 2024                   | 6 de agosto de 2024                   |
| Etapa preliminar | Play-offs        | No hubo              | 13 de agosto de 2024                  | 13 de agosto de 2024                  |
| Fase de grupos   | Jornada 1        | 16 de agosto de 2024 | 16-18 de septiembre de 2024           | 16-18 de septiembre de 2024           |
| Fase de grupos   | Jornada 2        | 16 de agosto de 2024 | 30 de septiembre-1 de octubre de 2024 | 30 de septiembre-1 de octubre de 2024 |
| Fase de grupos   | Jornada 3        | 16 de agosto de 2024 | 21-23 de octubre de 2024              | 21-23 de octubre de 2024              |
| Fase de grupos   | Jornada 4        | 16 de agosto de 2024 | 4-6 de noviembre de 2024              | 4-6 de noviembre de 2024              |
| Fase de grupos   | Jornada 5        | 16 de agosto de 2024 | 25-27 de noviembre de 2024            | 25-27 de noviembre de 2024            |
| Fase de grupos   | Jornada 6        | 16 de agosto de 2024 | 2-4 de diciembre de 2024              | 2-4 de diciembre de 2024              |
| Fase de grupos   | Jornada 7        | 16 de agosto de 2024 | 3-4 y 11-12 de febrero de 2025        | 3-4 y 11-12 de febrero de 2025        |
| Fase de grupos   | Jornada 8        | 16 de agosto de 2024 | 17-19 de febrero de 2025              | 17-19 de febrero de 2025              |
| Fase final       | Octavos de final | Por definir          | 3-5 de marzo de 2025                  | 10-12 de marzo de 2025                |
| Fase final       | Cuartos de final | Por definir          | 25 y 26 de abril de 2025              | 25 y 26 de abril de 2025              |
| Fase final       | Semifinales      | Por definir          | 29 y 30 de abril de 2025              | 29 y 30 de abril de 2025              |
| Fase final       | Final            | Por definir          | 3 de mayo de 2025                     | 3 de mayo de 2025                     |

## Fase preliminar
Los perdedores de esta fase, pasan a la Liga de Campeones 2 de la AFC 2024-25

### Ronda preliminar
| Equipo 1 | Resultado | Equipo 2       |
| -------- | --------- | -------------- |
| Sepahan  | 1–4       | Shabab Al-Ahli |

| 6 de agosto de 2024 | Sepahan    | 1 – 4 (t. s.) | Shabab Al-Ahli                                            | Estadio Naghsh-e-Jahan, Isfahán                            |                                                            |
| 19:45 (UTC+03:30)   | Mohebi 44' | Reporte       | - Azmoun 62' - Al-Ghassani 101', 120+2' - Yuri César 109' | Asistencia: 52 123 espectadores Árbitro(s): Kim Jong-hyeok | Asistencia: 52 123 espectadores Árbitro(s): Kim Jong-hyeok |

### Ronda de play-off
| Equipo 1   | Resultado | Equipo 2       |
| ---------- | --------- | -------------- |
| Al-Gharafa | 1–0       | Shabab Al-Ahli |

| Equipo 1         | Resultado    | Equipo 2       |
| ---------------- | ------------ | -------------- |
| Shandong Taishan | 1–1 (4:3 p.) | Bangkok United |

| 13 de agosto de 2024 | Al-Gharafa   | 1 – 0   | Shabab Al-Ahli | Estadio Al Bayt, Jor                                        |                                                             |
| 18:30 (UTC+03:00)    | F. Sassi 50' | Reporte |                | Asistencia: 4347 espectadores Árbitro(s): Sadullo Gulmurodi | Asistencia: 4347 espectadores Árbitro(s): Sadullo Gulmurodi |

| 13 de agosto de 2024 | Shandong Taishan                                              | 1 – 1 (t. s.)(4 – 3 p.)    | Bangkok United                                            | Jinan Olympic Sports Center Stadium, Jinan                      |                                                                 |
| 20:00 (UTC+08:00)    | Qazaishvili 43'                                               | Reporte                    | Živković 37'                                              | Asistencia: 20 766 espectadores Árbitro(s): Omar Mohamed Al-Ali | Asistencia: 20 766 espectadores Árbitro(s): Omar Mohamed Al-Ali |
|                      |                                                               | Tiros desde el punto penal |                                                           |                                                                 |                                                                 |
|                      | - Zheng Zheng - Qazaishvili - Li Yuanyi - Zhang Chi - Scalese |                            | - Živković - Rungrath - Everton - Al-Ghassani - Thossawat |                                                                 |                                                                 |

## Fase de liga
El sorteo se realizó el 16 de agosto de 2024 en el InterContinental de Kuala Lumpur, Malasia.

### Zona Oeste
| Pos. | Equipo             | Pts. | PJ | G | E | P | GF | GC | Dif. | Clasificación    |
| ---- | ------------------ | ---- | -- | - | - | - | -- | -- | ---- | ---------------- |
| 1    | Al-Hilal           | 22   | 8  | 7 | 1 | 0 | 26 | 7  | +19  | Octavos de final |
| 2    | Al-Ahli            | 22   | 8  | 7 | 1 | 0 | 21 | 8  | +13  | Octavos de final |
| 3    | Al-Nassr           | 17   | 8  | 5 | 2 | 1 | 17 | 6  | +11  | Octavos de final |
| 4    | Al-Sadd            | 12   | 8  | 3 | 3 | 2 | 10 | 9  | +1   | Octavos de final |
| 5    | Al-Wasl            | 11   | 8  | 3 | 2 | 3 | 8  | 12 | −4   | Octavos de final |
| 6    | Esteghlal Tehran   | 9    | 8  | 2 | 3 | 3 | 8  | 9  | −1   | Octavos de final |
| 7    | Al-Rayyan          | 8    | 8  | 2 | 2 | 4 | 8  | 12 | −4   | Octavos de final |
| 8    | Pakhtakor Tashkent | 7    | 8  | 1 | 4 | 3 | 4  | 6  | −2   | Octavos de final |
| 9    | Persépolis         | 7    | 8  | 1 | 4 | 3 | 6  | 10 | −4   |                  |
| 10   | Al-Gharafa         | 7    | 8  | 2 | 1 | 5 | 10 | 18 | −8   |                  |
| 11   | Al-Shorta          | 6    | 8  | 1 | 3 | 4 | 7  | 17 | −10  |                  |
| 12   | Al-Ain             | 2    | 8  | 0 | 2 | 6 | 11 | 22 | −11  |                  |

 Fuente: AFC
| Jornada 1          | Jornada 1                         | Jornada 1 | Jornada 1                         | Jornada 1  | Jornada 1                       | Jornada 1        | Jornada 1        |
| Local              |                                   | Resultado |                                   | Visitante  | Estadio                         | Fecha            | Hora             |
| ------------------ | --------------------------------- | --------- | --------------------------------- | ---------- | ------------------------------- | ---------------- | ---------------- |
| Al-Ain             | Bandera de Emiratos Árabes Unidos | 1 – 1     | Bandera de Catar                  | Al-Sadd    | Hazza bin Zayed                 | 16 de septiembre | 20:00 (UTC+4)    |
| Al-Shorta          | Bandera de Irak                   | 1 – 1     | Bandera de Arabia Saudita         | Al-Nassr   | Internacional                   | 16 de septiembre | 19:00 (UTC+3)    |
| Esteghlal Tehran   | Bandera de Irán                   | 3 – 0     | Bandera de Catar                  | Al-Gharafa | Shahr-e Qods                    | 16 de septiembre | 21:30 (UTC+3:30) |
| Al-Ahli            | Bandera de Arabia Saudita         | 1 – 0     | Bandera de Irán                   | Persépolis | Ciudad Deportiva del Rey Abdalá | 16 de septiembre | 21:00 (UTC+3)    |
| Pakhtakor Tashkent | Bandera de Uzbekistán             | 0 – 1     | Bandera de Emiratos Árabes Unidos | Al-Wasl    | JAR                             | 17 de septiembre | 19:00 (UTC+5)    |
| Al-Rayyan          | Bandera de Catar                  | 1 – 3     | Bandera de Arabia Saudita         | Al-Hilal   | Áhmad bin Ali                   | 17 de septiembre | 19:00 (UTC+3)    |

| Jornada 2  | Jornada 2                         | Jornada 2 | Jornada 2                         | Jornada 2          | Jornada 2            | Jornada 2        | Jornada 2        |
| Local      |                                   | Resultado |                                   | Visitante          | Estadio              | Fecha            | Hora             |
| ---------- | --------------------------------- | --------- | --------------------------------- | ------------------ | -------------------- | ---------------- | ---------------- |
| Al-Sadd    | Bandera de Catar                  | 2 – 0     | Bandera de Irán                   | Esteghlal Tehran   | Jassim bin Hamad     | 30 de septiembre | 19:00 (UTC+3)    |
| Persépolis | Bandera de Irán                   | 1 – 1     | Bandera de Uzbekistán             | Pakhtakor Tashkent | Azadi                | 30 de septiembre | 19:30 (UTC+3:30) |
| Al-Wasl    | Bandera de Emiratos Árabes Unidos | 0 – 2     | Bandera de Arabia Saudita         | Al-Ahli            | Zabeel               | 30 de septiembre | 20:00 (UTC+4)    |
| Al-Nassr   | Bandera de Arabia Saudita         | 2 – 1     | Bandera de Catar                  | Al-Rayyan          | Universidad Rey Saúd | 30 de septiembre | 21:00 (UTC+3)    |
| Al-Gharafa | Bandera de Catar                  | 4 – 2     | Bandera de Emiratos Árabes Unidos | Al-Ain             | Al Bayt              | 1 de octubre     | 19:00 (UTC+3)    |
| Al-Hilal   | Bandera de Arabia Saudita         | 5 – 0     | Bandera de Irak                   | Al-Shorta          | Kingdom Arena        | 1 de octubre     | 21:00 (UTC+3)    |

| Jornada 3        | Jornada 3                         | Jornada 3 | Jornada 3                         | Jornada 3          | Jornada 3        | Jornada 3     | Jornada 3        |
| Local            |                                   | Resultado |                                   | Visitante          | Estadio          | Fecha         | Hora             |
| ---------------- | --------------------------------- | --------- | --------------------------------- | ------------------ | ---------------- | ------------- | ---------------- |
| Al-Shorta        | Bandera de Irak                   | 0 – 0     | Bandera de Uzbekistán             | Pakhtakor Tashkent | Internacional    | 21 de octubre | 19:00 (UTC+3)    |
| Al-Sadd          | Bandera de Catar                  | 1 – 0     | Bandera de Irán                   | Persépolis         | Jassim bin Hamad | 21 de octubre | 19:00 (UTC+3)    |
| Al-Ain           | Bandera de Emiratos Árabes Unidos | 4 – 5     | Bandera de Arabia Saudita         | Al-Hilal           | Hazza bin Zayed  | 21 de octubre | 20:00 (UTC+4)    |
| Al-Rayyan        | Bandera de Catar                  | 1 – 2     | Bandera de Arabia Saudita         | Al-Ahli            | Áhmad bin Ali    | 21 de octubre | 21:00 (UTC+3)    |
| Al-Gharafa       | Bandera de Catar                  | 1 – 2     | Bandera de Emiratos Árabes Unidos | Al-Wasl            | Al Bayt          | 22 de octubre | 19:00 (UTC+3)    |
| Esteghlal Tehran | Bandera de Irán                   | 0 – 1     | Bandera de Arabia Saudita         | Al-Nassr           | Al-Rashid        | 22 de octubre | 21:30 (UTC+3:30) |

| Jornada 4          | Jornada 4                         | Jornada 4 | Jornada 4                         | Jornada 4        | Jornada 4                       | Jornada 4      | Jornada 4        |
| Local              |                                   | Resultado |                                   | Visitante        | Estadio                         | Fecha          | Hora             |
| ------------------ | --------------------------------- | --------- | --------------------------------- | ---------------- | ------------------------------- | -------------- | ---------------- |
| Al-Wasl            | Bandera de Emiratos Árabes Unidos | 1 – 1     | Bandera de Catar                  | Al-Sadd          | Zabeel                          | 4 de noviembre | 18:00 (UTC+4)    |
| Al-Ahli            | Bandera de Arabia Saudita         | 5 – 1     | Bandera de Irak                   | Al-Shorta        | Ciudad Deportiva del Rey Abdalá | 4 de noviembre | 19:00 (UTC+3)    |
| Persépolis         | Bandera de Irán                   | 1 – 1     | Bandera de Catar                  | Al-Gharafa       | Azadi                           | 4 de noviembre | 19:30 (UTC+3:30) |
| Al-Hilal           | Bandera de Arabia Saudita         | 3 – 0     | Bandera de Irán                   | Esteghlal Tehran | Kingdom Arena                   | 4 de noviembre | 21:00 (UTC+3)    |
| Pakhtakor Tashkent | Bandera de Uzbekistán             | 0 – 1     | Bandera de Catar                  | Al-Rayyan        | JAR                             | 5 de noviembre | 19:00 (UTC+5)    |
| Al-Nassr           | Bandera de Arabia Saudita         | 5 – 1     | Bandera de Emiratos Árabes Unidos | Al-Ain           | Universidad Rey Saúd            | 5 de noviembre | 21:00 (UTC+3)    |

| Jornada 5        | Jornada 5                         | Jornada 5 | Jornada 5                         | Jornada 5          | Jornada 5        | Jornada 5       | Jornada 5        |
| Local            |                                   | Resultado |                                   | Visitante          | Estadio          | Fecha           | Hora             |
| ---------------- | --------------------------------- | --------- | --------------------------------- | ------------------ | ---------------- | --------------- | ---------------- |
| Al-Ain           | Bandera de Emiratos Árabes Unidos | 1 – 2     | Bandera de Arabia Saudita         | Al-Ahli            | Hazza bin Zayed  | 25 de noviembre | 20:00 (UTC+4)    |
| Esteghlal Tehran | Bandera de Irán                   | 0 – 0     | Bandera de Uzbekistán             | Pakhtakor Tashkent | Azadi            | 25 de noviembre | 21:30 (UTC+3:30) |
| Al-Gharafa       | Bandera de Catar                  | 1 – 3     | Bandera de Arabia Saudita         | Al-Nassr           | Al Bayt          | 25 de noviembre | 19:00 (UTC+3)    |
| Al-Rayyan        | Bandera de Catar                  | 1 – 1     | Bandera de Irán                   | Persépolis         | Áhmad bin Ali    | 25 de noviembre | 19:00 (UTC+3)    |
| Al-Shorta        | Bandera de Irak                   | 1 – 3     | Bandera de Emiratos Árabes Unidos | Al-Wasl            | Internacional    | 26 de noviembre | 19:00 (UTC+3)    |
| Al-Sadd          | Bandera de Catar                  | 1 – 1     | Bandera de Arabia Saudita         | Al-Hilal           | Jassim bin Hamad | 26 de noviembre | 19:00 (UTC+3)    |

| Jornada 6          | Jornada 6                         | Jornada 6 | Jornada 6                         | Jornada 6        | Jornada 6                       | Jornada 6      | Jornada 6        |
| Local              |                                   | Resultado |                                   | Visitante        | Estadio                         | Fecha          | Hora             |
| ------------------ | --------------------------------- | --------- | --------------------------------- | ---------------- | ------------------------------- | -------------- | ---------------- |
| Persépolis         | Bandera de Irán                   | 2 – 1     | Bandera de Irak                   | Al-Shorta        | Azadi                           | 2 de diciembre | 17:30 (UTC+3:30) |
| Al-Ahli            | Bandera de Arabia Saudita         | 2 – 2     | Bandera de Irán                   | Esteghlal Tehran | Ciudad Deportiva del Rey Abdalá | 2 de diciembre | 19:00 (UTC+3)    |
| Al-Wasl            | Bandera de Emiratos Árabes Unidos | 1 – 1     | Bandera de Catar                  | Al-Rayyan        | Zabeel                          | 2 de diciembre | 20:00 (UTC+4)    |
| Al-Nassr           | Bandera de Arabia Saudita         | 1 – 2     | Bandera de Catar                  | Al-Sadd          | Universidad Rey Saúd            | 2 de diciembre | 21:00 (UTC+3)    |
| Pakhtakor Tashkent | Bandera de Uzbekistán             | 1 – 1     | Bandera de Emiratos Árabes Unidos | Al-Ain           | JAR                             | 3 de diciembre | 19:00 (UTC+5)    |
| Al-Hilal           | Bandera de Arabia Saudita         | 3 – 0     | Bandera de Catar                  | Al-Gharafa       | Kingdom Arena                   | 3 de diciembre | 21:00 (UTC+3)    |

| Jornada 7        | Jornada 7                         | Jornada 7 | Jornada 7                         | Jornada 7          | Jornada 7            | Jornada 7    | Jornada 7        |
| Local            |                                   | Resultado |                                   | Visitante          | Estadio              | Fecha        | Hora             |
| ---------------- | --------------------------------- | --------- | --------------------------------- | ------------------ | -------------------- | ------------ | ---------------- |
| Al-Ain           | Bandera de Emiratos Árabes Unidos | 1 – 2     | Bandera de Catar                  | Al-Rayyan          | Hazza bin Zayed      | 3 de febrero | 20:00 (UTC+4)    |
| Esteghlal Tehran | Bandera de Irán                   | 1 – 1     | Bandera de Irak                   | Al-Shorta          | Azadi                | 3 de febrero | 21:30 (UTC+3:30) |
| Al-Sadd          | Bandera de Catar                  | 1 – 3     | Bandera de Arabia Saudita         | Al-Ahli            | Jassim bin Hamad     | 3 de febrero | 19:00 (UTC+3)    |
| Al-Nassr         | Bandera de Arabia Saudita         | 4 – 0     | Bandera de Emiratos Árabes Unidos | Al-Wasl            | Universidad Rey Saúd | 3 de febrero | 21:00 (UTC+3)    |
| Al-Gharafa       | Bandera de Catar                  | 1 – 0     | Bandera de Uzbekistán             | Pakhtakor Tashkent | Al Bayt              | 4 de febrero | 19:00 (UTC+3)    |
| Al-Hilal         | Bandera de Arabia Saudita         | 4 – 1     | Bandera de Irán                   | Persépolis         | Kingdom Arena        | 4 de febrero | 21:00 (UTC+3)    |

| Jornada 8          | Jornada 8                         | Jornada 8 | Jornada 8                         | Jornada 8        | Jornada 8                       | Jornada 8     | Jornada 8        |
| Local              |                                   | Resultado |                                   | Visitante        | Estadio                         | Fecha         | Hora             |
| ------------------ | --------------------------------- | --------- | --------------------------------- | ---------------- | ------------------------------- | ------------- | ---------------- |
| Pakhtakor Tashkent | Bandera de Uzbekistán             | 2 – 1     | Bandera de Catar                  | Al-Sadd          | JAR                             | 17 de febrero | 19:00 (UTC+5)    |
| Al-Shorta          | Bandera de Irak                   | 2 – 0     | Bandera de Emiratos Árabes Unidos | Al-Ain           | Internacional                   | 17 de febrero | 19:00 (UTC+3)    |
| Persépolis         | Bandera de Irán                   | 0 – 0     | Bandera de Arabia Saudita         | Al-Nassr         | Azadi                           | 17 de febrero | 19:30 (UTC+3:30) |
| Al-Ahli            | Bandera de Arabia Saudita         | 4 – 2     | Bandera de Catar                  | Al-Gharafa       | Ciudad Deportiva del Rey Abdalá | 17 de febrero | 21:00 (UTC+3)    |
| Al-Rayyan          | Bandera de Catar                  | 0 – 2     | Bandera de Irán                   | Esteghlal Tehran | Áhmad bin Ali                   | 18 de febrero | 19:00 (UTC+3)    |
| Al-Wasl            | Bandera de Emiratos Árabes Unidos | 0 – 2     | Bandera de Arabia Saudita         | Al-Hilal         | Zabeel                          | 18 de febrero | 20:00 (UTC+4)    |

### Zona Este
| Pos. | Equipo                 | Pts. | PJ | G | E | P | GF | GC | Dif. | Clasificación    |
| ---- | ---------------------- | ---- | -- | - | - | - | -- | -- | ---- | ---------------- |
| 1    | Yokohama F. Marinos    | 18   | 7  | 6 | 0 | 1 | 21 | 7  | +14  | Octavos de final |
| 2    | Kawasaki Frontale      | 15   | 7  | 5 | 0 | 2 | 13 | 4  | +9   | Octavos de final |
| 3    | Johor Darul Takzim     | 14   | 7  | 4 | 2 | 1 | 16 | 8  | +8   | Octavos de final |
| 4    | Gwangju                | 14   | 7  | 4 | 2 | 1 | 15 | 9  | +6   | Octavos de final |
| 5    | Vissel Kobe            | 13   | 7  | 4 | 1 | 2 | 14 | 9  | +5   | Octavos de final |
| 6    | Buriram United         | 12   | 8  | 3 | 3 | 2 | 7  | 12 | −5   | Octavos de final |
| 7    | Shanghái Shenhua       | 10   | 8  | 3 | 1 | 4 | 13 | 12 | +1   | Octavos de final |
| 8    | Shanghái Port          | 8    | 8  | 2 | 2 | 4 | 10 | 18 | −8   | Octavos de final |
| 9    | Pohang Steelers        | 6    | 7  | 2 | 0 | 5 | 9  | 17 | −8   |                  |
| 10   | Ulsan HD               | 3    | 7  | 1 | 0 | 6 | 4  | 16 | −12  |                  |
| 11   | Central Coast Mariners | 1    | 7  | 0 | 1 | 6 | 8  | 18 | −10  |                  |
| 12   | Shandong Taishan       | 0    | 0  | 0 | 0 | 0 | 0  | 0  | 0    | Retirado         |

 Fuente: AFC
| Jornada 1        | Jornada 1                             | Jornada 1 | Jornada 1                | Jornada 1              | Jornada 1              | Jornada 1        | Jornada 1     |
| Local            |                                       | Resultado |                          | Visitante              | Estadio                | Fecha            | Hora          |
| ---------------- | ------------------------------------- | --------- | ------------------------ | ---------------------- | ---------------------- | ---------------- | ------------- |
| Gwangju          | Bandera de Corea del Sur              | 7 – 3     | Bandera de Japón         | Yokohama F. Marinos    | Mundialista de Gwangju | 17 de septiembre | 19:00 (UTC+9) |
| Buriram United   | Bandera de Tailandia                  | 0 – 0     | Bandera de Japón         | Vissel Kobe            | Buriram                | 17 de septiembre | 19:00 (UTC+7) |
| Shanghái Shenhua | Bandera de la República Popular China | 4 – 1     | Bandera de Corea del Sur | Pohang Steelers        | Estadio de Shanghái    | 17 de septiembre | 20:00 (UTC+8) |
| Ulsan HD         | Bandera de Corea del Sur              | 0 – 1     | Bandera de Japón         | Kawasaki Frontale      | Ulsan Munsu            | 18 de septiembre | 19:00 (UTC+9) |
| Shanghái Port    | Bandera de la República Popular China | 2 – 2     | Bandera de Malasia       | Johor Darul Takzim     | Pudong Football        | 18 de septiembre | 20:00 (UTC+8) |
| Shandong Taishan | Bandera de la República Popular China | vs.       | Bandera de Australia     | Central Coast Mariners | Anulado                | Anulado          | Anulado       |

| Jornada 2              | Jornada 2                | Jornada 2 | Jornada 2                             | Jornada 2        | Jornada 2         | Jornada 2    | Jornada 2      |
| Local                  |                          | Resultado |                                       | Visitante        | Estadio           | Fecha        | Hora           |
| ---------------------- | ------------------------ | --------- | ------------------------------------- | ---------------- | ----------------- | ------------ | -------------- |
| Central Coast Mariners | Bandera de Australia     | 1 – 2     | Bandera de Tailandia                  | Buriram United   | Central Coast     | 1 de octubre | 18:00 (UTC+10) |
| Kawasaki Frontale      | Bandera de Japón         | 0 – 1     | Bandera de Corea del Sur              | Gwangju          | Todoroki Kawasaki | 1 de octubre | 19:00 (UTC+9)  |
| Pohang Steelers        | Bandera de Corea del Sur | 3 – 0     | Bandera de la República Popular China | Shanghái Port    | Steel Yard        | 1 de octubre | 19:00 (UTC+9)  |
| Johor Darul Takzim     | Bandera de Malasia       | 3 – 0     | Bandera de la República Popular China | Shanghái Shenhua | Sultán Ibrahim    | 1 de octubre | 20:00 (UTC+8)  |
| Yokohama F. Marinos    | Bandera de Japón         | 4 – 0     | Bandera de Corea del Sur              | Ulsan HD         | Internacional     | 2 de octubre | 19:00 (UTC+9)  |
| Vissel Kobe            | Bandera de Japón         | vs.       | Bandera de la República Popular China | Shandong Taishan | Anulado           | Anulado      | Anulado        |

| Jornada 3        | Jornada 3                             | Jornada 3 | Jornada 3                | Jornada 3              | Jornada 3              | Jornada 3     | Jornada 3     |
| Local            |                                       | Resultado |                          | Visitante              | Estadio                | Fecha         | Hora          |
| ---------------- | ------------------------------------- | --------- | ------------------------ | ---------------------- | ---------------------- | ------------- | ------------- |
| Gwangju          | Bandera de Corea del Sur              | 3 – 1     | Bandera de Malasia       | Johor Darul Takzim     | Mundialista de Gwangju | 22 de octubre | 19:00 (UTC+9) |
| Shanghái Port    | Bandera de la República Popular China | 3 – 2     | Bandera de Australia     | Central Coast Mariners | Pudong Football        | 22 de octubre | 18:00 (UTC+8) |
| Buriram United   | Bandera de Tailandia                  | 1 – 0     | Bandera de Corea del Sur | Pohang Steelers        | Buriram                | 22 de octubre | 19:00 (UTC+7) |
| Ulsan HD         | Bandera de Corea del Sur              | 0 – 2     | Bandera de Japón         | Vissel Kobe            | Ulsan Munsu            | 23 de octubre | 19:00 (UTC+9) |
| Shanghái Shenhua | Bandera de la República Popular China | 2 – 0     | Bandera de Japón         | Kawasaki Frontale      | Estadio de Shanghái    | 23 de octubre | 20:00 (UTC+8) |
| Shandong Taishan | Bandera de la República Popular China | vs.       | Bandera de Japón         | Yokohama F. Marinos    | Anulado                | Anulado       | Anulado       |

| Jornada 4              | Jornada 4                | Jornada 4 | Jornada 4                             | Jornada 4        | Jornada 4         | Jornada 4      | Jornada 4      |
| Local                  |                          | Resultado |                                       | Visitante        | Estadio           | Fecha          | Hora           |
| ---------------------- | ------------------------ | --------- | ------------------------------------- | ---------------- | ----------------- | -------------- | -------------- |
| Central Coast Mariners | Bandera de Australia     | 2 – 2     | Bandera de la República Popular China | Shanghái Shenhua | Central Coast     | 5 de noviembre | 19:00 (UTC+11) |
| Kawasaki Frontale      | Bandera de Japón         | 3 – 1     | Bandera de la República Popular China | Shanghái Port    | Todoroki Kawasaki | 5 de noviembre | 19:00 (UTC+9)  |
| Vissel Kobe            | Bandera de Japón         | 2 – 0     | Bandera de Corea del Sur              | Gwangju          | Noevir Kobe       | 5 de noviembre | 19:00 (UTC+9)  |
| Johor Darul Takzim     | Bandera de Malasia       | 3 – 0     | Bandera de Corea del Sur              | Ulsan HD         | Sultán Ibrahim    | 5 de noviembre | 20:00 (UTC+8)  |
| Yokohama F. Marinos    | Bandera de Japón         | 5 – 0     | Bandera de Tailandia                  | Buriram United   | Internacional     | 6 de noviembre | 19:00 (UTC+9)  |
| Pohang Steelers        | Bandera de Corea del Sur | vs.       | Bandera de la República Popular China | Shandong Taishan | Anulado           | Anulado        | Anulado        |

| Jornada 5           | Jornada 5                             | Jornada 5 | Jornada 5                             | Jornada 5              | Jornada 5              | Jornada 5       | Jornada 5     |
| Local               |                                       | Resultado |                                       | Visitante              | Estadio                | Fecha           | Hora          |
| ------------------- | ------------------------------------- | --------- | ------------------------------------- | ---------------------- | ---------------------- | --------------- | ------------- |
| Vissel Kobe         | Bandera de Japón                      | 3 – 2     | Bandera de Australia                  | Central Coast Mariners | Noevir Kobe            | 26 de noviembre | 19:00 (UTC+9) |
| Ulsan HD            | Bandera de Corea del Sur              | 1 – 3     | Bandera de la República Popular China | Shanghái Port          | Ulsan Munsu            | 26 de noviembre | 19:00 (UTC+9) |
| Buriram United      | Bandera de Tailandia                  | 0 – 3     | Bandera de Japón                      | Kawasaki Frontale      | Buriram                | 26 de noviembre | 19:00 (UCT+7) |
| Gwangju             | Bandera de Corea del Sur              | 1 – 0     | Bandera de la República Popular China | Shanghái Shenhua       | Mundialista de Gwangju | 27 de noviembre | 19:00 (UTC+9) |
| Yokohama F. Marinos | Bandera de Japón                      | 2 – 0     | Bandera de Corea del Sur              | Pohang Steelers        | Internacional          | 27 de noviembre | 19:00 (UTC+9) |
| Shandong Taishan    | Bandera de la República Popular China | vs.       | Bandera de Malasia                    | Johor Darul Takzim     | Anulado                | Anulado         | Anulado       |

| Jornada 6              | Jornada 6                             | Jornada 6 | Jornada 6                             | Jornada 6           | Jornada 6           | Jornada 6      | Jornada 6      |
| Local                  |                                       | Resultado |                                       | Visitante           | Estadio             | Fecha          | Hora           |
| ---------------------- | ------------------------------------- | --------- | ------------------------------------- | ------------------- | ------------------- | -------------- | -------------- |
| Central Coast Mariners | Bandera de Australia                  | 0 – 4     | Bandera de Japón                      | Yokohama F. Marinos | Central Coast       | 3 de diciembre | 19:00 (UTC+11) |
| Pohang Steelers        | Bandera de Corea del Sur              | 3 – 1     | Bandera de Japón                      | Vissel Kobe         | Steel Yard          | 3 de diciembre | 19:00 (UTC+9)  |
| Johor Darul Takzim     | Bandera de Malasia                    | 0 – 0     | Bandera de Tailandia                  | Buriram United      | Sultán Ibrahim      | 3 de diciembre | 20:00 (UTC+8)  |
| Shanghái Port          | Bandera de la República Popular China | 1 – 1     | Bandera de Corea del Sur              | Gwangju             | Pudong Football     | 3 de diciembre | 20:00 (UTC+8)  |
| Shanghái Shenhua       | Bandera de la República Popular China | 1 – 2     | Bandera de Corea del Sur              | Ulsan HD            | Estadio de Shanghái | 4 de diciembre | 20:00 (UTC+8)  |
| Kawasaki Frontale      | Bandera de Japón                      | vs.       | Bandera de la República Popular China | Shandong Taishan    | Anulado             | Anulado        | Anulado        |

| Jornada 7              | Jornada 7                             | Jornada 7 | Jornada 7                             | Jornada 7          | Jornada 7     | Jornada 7     | Jornada 7      |
| Local                  |                                       | Resultado |                                       | Visitante          | Estadio       | Fecha         | Hora           |
| ---------------------- | ------------------------------------- | --------- | ------------------------------------- | ------------------ | ------------- | ------------- | -------------- |
| Central Coast Mariners | Bandera de Australia                  | 1 – 2     | Bandera de Malasia                    | Johor Darul Takzim | Central Coast | 11 de febrero | 19:00 (UTC+11) |
| Vissel Kobe            | Bandera de Japón                      | 4 – 0     | Bandera de la República Popular China | Shanghái Port      | Noevir Kobe   | 11 de febrero | 19:00 (UTC+9)  |
| Pohang Steelers        | Bandera de Corea del Sur              | 0 – 4     | Bandera de Japón                      | Kawasaki Frontale  | Steel Yard    | 11 de febrero | 19:00 (UTC+9)  |
| Yokohama F. Marinos    | Bandera de Japón                      | 1 – 0     | Bandera de la República Popular China | Shanghái Shenhua   | Internacional | 12 de febrero | 19:00 (UTC+9)  |
| Buriram United         | Bandera de Tailandia                  | 2 – 1     | Bandera de Corea del Sur              | Ulsan HD           | Buriram       | 12 de febrero | 19:00 (UTC+7)  |
| Shandong Taishan       | Bandera de la República Popular China | vs.       | Bandera de Corea del Sur              | Gwangju            | Anulado       | Anulado       | Anulado        |

| Jornada 8          | Jornada 8                             | Jornada 8 | Jornada 8                             | Jornada 8              | Jornada 8              | Jornada 8     | Jornada 8     |
| Local              |                                       | Resultado |                                       | Visitante              | Estadio                | Fecha         | Hora          |
| ------------------ | ------------------------------------- | --------- | ------------------------------------- | ---------------------- | ---------------------- | ------------- | ------------- |
| Gwangju            | Bandera de Corea del Sur              | 2 – 2     | Bandera de Tailandia                  | Buriram United         | Mundialista de Gwangju | 18 de febrero | 19:00 (UTC+9) |
| Kawasaki Frontale  | Bandera de Japón                      | 2 – 0     | Bandera de Australia                  | Central Coast Mariners | Todoroki Kawasaki      | 18 de febrero | 19:00 (UTC+9) |
| Shanghái Shenhua   | Bandera de la República Popular China | 4 – 2     | Bandera de Japón                      | Vissel Kobe            | Estadio de Shanghái    | 18 de febrero | 20:00 (UTC+8) |
| Johor Darul Takzim | Bandera de Malasia                    | 5 – 2     | Bandera de Corea del Sur              | Pohang Steelers        | Sultán Ibrahim         | 18 de febrero | 20:00 (UTC+8) |
| Shanghái Port      | Bandera de la República Popular China | 0 – 2     | Bandera de Japón                      | Yokohama F. Marinos    | Pudong Football        | 19 de febrero | 20:00 (UTC+8) |
| Ulsan HD           | Bandera de Corea del Sur              | vs.       | Bandera de la República Popular China | Shandong Taishan       | Cancelado              | Cancelado     | Cancelado     |

## Fase eliminatoria

### Cuadro de desarrollo
|  | Octavos de final                                           | Octavos de final                                           | Octavos de final                                           | Octavos de final                                           | Octavos de final                                           |   |                           | Cuartos de final          | Cuartos de final          | Cuartos de final          |  |          | Semifinales              | Semifinales              | Semifinales              |  |         | Final             | Final             | Final             |  |
|  | 3-5 de marzo de 2025 (ida) 10-12 de marzo de 2025 (vuelta) | 3-5 de marzo de 2025 (ida) 10-12 de marzo de 2025 (vuelta) | 3-5 de marzo de 2025 (ida) 10-12 de marzo de 2025 (vuelta) | 3-5 de marzo de 2025 (ida) 10-12 de marzo de 2025 (vuelta) | 3-5 de marzo de 2025 (ida) 10-12 de marzo de 2025 (vuelta) |   |                           | 25 al 27 de abril de 2025 | 25 al 27 de abril de 2025 | 25 al 27 de abril de 2025 |  |          | 29 y 30 de abril de 2025 | 29 y 30 de abril de 2025 | 29 y 30 de abril de 2025 |  |         | 3 de mayo de 2025 | 3 de mayo de 2025 | 3 de mayo de 2025 |  |
|  |                                                            |                                                            |                                                            |                                                            |                                                            |   |                           |                           |                           |                           |  |          |                          |                          |                          |  |         |                   |                   |                   |  |
|  |                                                            |                                                            |                                                            |                                                            |                                                            |   |                           |                           |                           |                           |  |          |                          |                          |                          |  |         |                   |                   |                   |  |
|  | O1                                                         | Al-Hilal                                                   | 0                                                          | 4                                                          | 4                                                          |   |                           |                           |                           |                           |  |          |                          |                          |                          |  |         |                   |                   |                   |  |
|  | O1                                                         | Al-Hilal                                                   | 0                                                          | 4                                                          | 4                                                          |   |                           |                           |                           |                           |  |          |                          |                          |                          |  |         |                   |                   |                   |  |
|  | O8                                                         | Pakhtakor Tashkent                                         | 1                                                          | 0                                                          | 1                                                          |   |                           |                           |                           |                           |  |          |                          |                          |                          |  |         |                   |                   |                   |  |
|  | O8                                                         | Pakhtakor Tashkent                                         | 1                                                          | 0                                                          | 1                                                          |   | Al-Hilal                  | Al-Hilal                  | 7                         |                           |  |          |                          |                          |                          |  |         |                   |                   |                   |  |
|  |                                                            |                                                            |                                                            |                                                            |                                                            |   | Al-Hilal                  | Al-Hilal                  | 7                         |                           |  |          |                          |                          |                          |  |         |                   |                   |                   |  |
|  |                                                            |                                                            | Gwangju                                                    | Gwangju                                                    | 0                                                          |   |                           |                           |                           |                           |  |          |                          |                          |                          |  |         |                   |                   |                   |  |
|  | E4                                                         | Gwangju (t. s.)                                            | Gwangju                                                    | Gwangju                                                    | 0                                                          | 0 | 3                         | 3                         |                           |                           |  |          |                          |                          |                          |  |         |                   |                   |                   |  |
|  | E4                                                         | Gwangju (t. s.)                                            |                                                            |                                                            |                                                            |   |                           | 3                         |                           |                           |  |          |                          |                          |                          |  |         |                   |                   |                   |  |
|  | E5                                                         | Vissel Kobe                                                | 2                                                          | 0                                                          | 2                                                          |   |                           |                           |                           |                           |  |          |                          |                          |                          |  |         |                   |                   |                   |  |
|  | E5                                                         | Vissel Kobe                                                | 2                                                          | 0                                                          | 2                                                          |   |                           |                           |                           |                           |  | Al-Hilal | Al-Hilal                 | 1                        |                          |  |         |                   |                   |                   |  |
|  |                                                            |                                                            |                                                            |                                                            |                                                            |   |                           |                           |                           |                           |  | Al-Hilal | Al-Hilal                 | 1                        |                          |  |         |                   |                   |                   |  |
|  |                                                            |                                                            | Al-Ahli                                                    | Al-Ahli                                                    | 3                                                          |   |                           |                           |                           |                           |  |          |                          |                          |                          |  |         |                   |                   |                   |  |
|  | O2                                                         | Al-Ahli                                                    | Al-Ahli                                                    | Al-Ahli                                                    | 3                                                          | 3 | 2                         | 5                         |                           |                           |  |          |                          |                          |                          |  |         |                   |                   |                   |  |
|  | O2                                                         | Al-Ahli                                                    |                                                            |                                                            |                                                            |   |                           | 5                         |                           |                           |  |          |                          |                          |                          |  |         |                   |                   |                   |  |
|  | O7                                                         | Al-Rayyan                                                  | 1                                                          | 0                                                          | 1                                                          |   |                           |                           |                           |                           |  |          |                          |                          |                          |  |         |                   |                   |                   |  |
|  | O7                                                         | Al-Rayyan                                                  | 1                                                          | 0                                                          | 1                                                          |   | Al-Ahli                   | Al-Ahli                   | 3                         |                           |  |          |                          |                          |                          |  |         |                   |                   |                   |  |
|  |                                                            |                                                            |                                                            |                                                            |                                                            |   | Al-Ahli                   | Al-Ahli                   | 3                         |                           |  |          |                          |                          |                          |  |         |                   |                   |                   |  |
|  |                                                            |                                                            | Buriram United                                             | Buriram United                                             | 0                                                          |   |                           |                           |                           |                           |  |          |                          |                          |                          |  |         |                   |                   |                   |  |
|  | E3                                                         | Johor Darul Takzim                                         | Buriram United                                             | Buriram United                                             | 0                                                          | 0 | 0                         | 0                         |                           |                           |  |          |                          |                          |                          |  |         |                   |                   |                   |  |
|  | E3                                                         | Johor Darul Takzim                                         |                                                            |                                                            |                                                            |   |                           | 0                         |                           |                           |  |          |                          |                          |                          |  |         |                   |                   |                   |  |
|  | E6                                                         | Buriram United                                             | 0                                                          | 1                                                          | 1                                                          |   |                           |                           |                           |                           |  |          |                          |                          |                          |  |         |                   |                   |                   |  |
|  | E6                                                         | Buriram United                                             | 0                                                          | 1                                                          | 1                                                          |   |                           |                           |                           |                           |  |          |                          |                          |                          |  | Al-Ahli | Al-Ahli           | 2                 |                   |  |
|  |                                                            |                                                            |                                                            |                                                            |                                                            |   |                           |                           |                           |                           |  |          |                          |                          |                          |  | Al-Ahli | Al-Ahli           | 2                 |                   |  |
|  |                                                            |                                                            | Kawasaki Frontale                                          | Kawasaki Frontale                                          | 0                                                          |   |                           |                           |                           |                           |  |          |                          |                          |                          |  |         |                   |                   |                   |  |
|  | E1                                                         | Yokohama F. Marinos                                        | Kawasaki Frontale                                          | Kawasaki Frontale                                          | 0                                                          | 1 | 4                         | 5                         |                           |                           |  |          |                          |                          |                          |  |         |                   |                   |                   |  |
|  | E1                                                         | Yokohama F. Marinos                                        |                                                            |                                                            |                                                            |   |                           | 5                         |                           |                           |  |          |                          |                          |                          |  |         |                   |                   |                   |  |
|  | E8                                                         | Shanghái Port                                              | 0                                                          | 1                                                          | 1                                                          |   |                           |                           |                           |                           |  |          |                          |                          |                          |  |         |                   |                   |                   |  |
|  | E8                                                         | Shanghái Port                                              | 0                                                          | 1                                                          | 1                                                          |   | Yokohama F. Marinos       | Yokohama F. Marinos       | 1                         |                           |  |          |                          |                          |                          |  |         |                   |                   |                   |  |
|  |                                                            |                                                            |                                                            |                                                            |                                                            |   | Yokohama F. Marinos       | Yokohama F. Marinos       | 1                         |                           |  |          |                          |                          |                          |  |         |                   |                   |                   |  |
|  |                                                            |                                                            | Al-Nassr                                                   | Al-Nassr                                                   | 4                                                          |   |                           |                           |                           |                           |  |          |                          |                          |                          |  |         |                   |                   |                   |  |
|  | O3                                                         | Al-Nassr                                                   | Al-Nassr                                                   | Al-Nassr                                                   | 4                                                          | 0 | 3                         | 3                         |                           |                           |  |          |                          |                          |                          |  |         |                   |                   |                   |  |
|  | O3                                                         | Al-Nassr                                                   |                                                            |                                                            |                                                            |   |                           | 3                         |                           |                           |  |          |                          |                          |                          |  |         |                   |                   |                   |  |
|  | O6                                                         | Esteghlal Tehran                                           | 0                                                          | 0                                                          | 0                                                          |   |                           |                           |                           |                           |  |          |                          |                          |                          |  |         |                   |                   |                   |  |
|  | O6                                                         | Esteghlal Tehran                                           | 0                                                          | 0                                                          | 0                                                          |   |                           |                           |                           |                           |  | Al-Nassr | Al-Nassr                 | 2                        |                          |  |         |                   |                   |                   |  |
|  |                                                            |                                                            |                                                            |                                                            |                                                            |   |                           |                           |                           |                           |  | Al-Nassr | Al-Nassr                 | 2                        |                          |  |         |                   |                   |                   |  |
|  |                                                            |                                                            | Kawasaki Frontale                                          | Kawasaki Frontale                                          | 3                                                          |   |                           |                           |                           |                           |  |          |                          |                          |                          |  |         |                   |                   |                   |  |
|  | E2                                                         | Kawasaki Frontale                                          | Kawasaki Frontale                                          | Kawasaki Frontale                                          | 3                                                          | 0 | 4                         | 4                         |                           |                           |  |          |                          |                          |                          |  |         |                   |                   |                   |  |
|  | E2                                                         | Kawasaki Frontale                                          |                                                            |                                                            |                                                            |   |                           | 4                         |                           |                           |  |          |                          |                          |                          |  |         |                   |                   |                   |  |
|  | E7                                                         | Shanghái Shenhua                                           | 1                                                          | 0                                                          | 1                                                          |   |                           |                           |                           |                           |  |          |                          |                          |                          |  |         |                   |                   |                   |  |
|  | E7                                                         | Shanghái Shenhua                                           | 1                                                          | 0                                                          | 1                                                          |   | Kawasaki Frontale (t. s.) | Kawasaki Frontale (t. s.) | 3                         |                           |  |          |                          |                          |                          |  |         |                   |                   |                   |  |
|  |                                                            |                                                            |                                                            |                                                            |                                                            |   | Kawasaki Frontale (t. s.) | Kawasaki Frontale (t. s.) | 3                         |                           |  |          |                          |                          |                          |  |         |                   |                   |                   |  |
|  |                                                            |                                                            | Al-Sadd                                                    | Al-Sadd                                                    | 2                                                          |   |                           |                           |                           |                           |  |          |                          |                          |                          |  |         |                   |                   |                   |  |
|  | O4                                                         | Al-Sadd                                                    | Al-Sadd                                                    | Al-Sadd                                                    | 2                                                          | 1 | 3                         | 4                         |                           |                           |  |          |                          |                          |                          |  |         |                   |                   |                   |  |
|  | O4                                                         | Al-Sadd                                                    |                                                            |                                                            |                                                            |   |                           | 4                         |                           |                           |  |          |                          |                          |                          |  |         |                   |                   |                   |  |
|  | O5                                                         | Al-Wasl                                                    | 1                                                          | 1                                                          | 2                                                          |   |                           |                           |                           |                           |  |          |                          |                          |                          |  |         |                   |                   |                   |  |
|  | O5                                                         | Al-Wasl                                                    | 1                                                          | 1                                                          | 2                                                          |   |                           |                           |                           |                           |  |          |                          |                          |                          |  |         |                   |                   |                   |  |
|  |                                                            |                                                            |                                                            |                                                            |                                                            |   |                           |                           |                           |                           |  |          |                          |                          |                          |  |         |                   |                   |                   |  |

### Octavos de final
- Zona Oeste

Al-Hilal – Pakhtakor Tashkent
| Ida; 4 de marzo de 2025 | Pakhtakor Tashkent | 1 – 0   | Al-Hilal | Estadio JAR, Taskent                              |                                                   |
| 21:00 (UTC+5)           | Flamarion 29'      | Reporte |          | Asistencia: 5226 espectadores Árbitro(s): Ma Ning | Asistencia: 5226 espectadores Árbitro(s): Ma Ning |

| Vuelta; 11 de marzo de 2025 | Al-Hilal                                                                    | 4 – 0 (Global 4 – 1) | Pakhtakor Tashkent | Kingdom Arena, Riad                                         |                                                             |
| 21:00 (UTC+3)               | - Al-Yami 30' - Malcom 42' - N. Al-Dawsari 51' (pen.) - S. Al-Dawsari 90+2' | Reporte              |                    | Asistencia: 24 316 espectadores Árbitro(s): Adham Makhadmeh | Asistencia: 24 316 espectadores Árbitro(s): Adham Makhadmeh |

Al-Ahli – Al-Rayyan
| Ida; 4 de marzo de 2025 | Al-Rayyan  | 1 – 3   | Al-Ahli                                       | Estadio Áhmad bin Ali, Rayán                           |                                                        |
| 21:00 (UTC+3)           | Guedes 71' | Reporte | - Galeno 30' - Mahrez 34' - Al-Buraikan 90+5' | Asistencia: 8836 espectadores Árbitro(s): Yusuke Araki | Asistencia: 8836 espectadores Árbitro(s): Yusuke Araki |

| Vuelta; 11 de marzo de 2025 | Al-Ahli         | 2 – 0 (Global 5 – 1) | Al-Rayyan | Ciudad Deportiva del Príncipe Abdalá al-Faisal, Yeda    |                                                         |
| 21:00 (UTC+3)               | Mahrez 77', 83' | Reporte              |           | Asistencia: 44 916 espectadores Árbitro(s): Shaun Evans | Asistencia: 44 916 espectadores Árbitro(s): Shaun Evans |

Al-Nassr – Esteghlal Tehran
| Ida; 3 de marzo de 2025 | Esteghlal Tehran | 0 – 0   | Al-Nassr | Estadio Azadi, Teherán                                   |                                                          |
| 19:30 (UTC+3:30)        |                  | Reporte |          | Asistencia: 75 130 espectadores Árbitro(s): Ahmed Al-Kaf | Asistencia: 75 130 espectadores Árbitro(s): Ahmed Al-Kaf |

| Vuelta; 10 de marzo de 2025 | Al-Nassr                             | 3 – 0 (Global 3 – 0) | Esteghlal Tehran | Al-Awwal Park, Riad                                         |                                                             |
| 21:00 (UTC+3)               | - Durán 9', 84' - Ronaldo 27' (pen.) | Reporte              |                  | Asistencia: 23 256 espectadores Árbitro(s): Ilgiz Tantashev | Asistencia: 23 256 espectadores Árbitro(s): Ilgiz Tantashev |

Al-Sadd – Al-Wasl
| Ida; 3 de marzo de 2025 | Al-Wasl  | 1 – 1   | Al-Sadd       | Estadio Zabeel, Dubái                                      |                                                            |
| 22:00 (UTC+4)           | Saleh 3' | Reporte | Al-Yazidi 68' | Asistencia: 3188 espectadores Árbitro(s): Nazmi Nasaruddin | Asistencia: 3188 espectadores Árbitro(s): Nazmi Nasaruddin |

| Vuelta; 10 de marzo de 2025 | Al-Sadd                             | 3 – 1 (Global 4 – 2) | Al-Wasl  | Estadio Jassim bin Hamad, Rayán                             |                                                             |
| 21:00 (UTC+3)               | - Meshaal 26' - Atal 30' - Afif 37' | Reporte              | Lima 10' | Asistencia: 8693 espectadores Árbitro(s): Majed Al-Shamrani | Asistencia: 8693 espectadores Árbitro(s): Majed Al-Shamrani |

- Zona Este

Yokohama F. Marinos – Shanghái Port
| Ida; 4 de marzo de 2025 | Shanghái Port | 0 – 1   | Yokohama F. Marinos | Estadio Pudong Football, Shanghái                          |                                                            |
| 20:00 (UTC+8)           |               | Reporte | Anderson Lopes 30'  | Asistencia: 10 860 espectadores Árbitro(s): Kim Jong-hyeok | Asistencia: 10 860 espectadores Árbitro(s): Kim Jong-hyeok |

| Vuelta; 11 de marzo de 2025 | Yokohama F. Marinos                                   | 4 – 1 (Global 5 – 1) | Shanghái Port | Estadio Nissan, Yokohama                                   |                                                            |
| 19:00 (UTC+9)               | - Tono 2' - Anderson Lopes 29', 56' - Yan Matheus 44' | Reporte              | Leonardo 35'  | Asistencia: 9482 espectadores Árbitro(s): Khalid Al-Turais | Asistencia: 9482 espectadores Árbitro(s): Khalid Al-Turais |

Kawasaki Frontale – Shanghái Shenhua
| Ida; 5 de marzo de 2025 | Shanghái Shenhua | 1 – 0   | Kawasaki Frontale | Estadio de Shanghái, Shanghái                             |                                                           |
| 20:00 (UTC+8)           | Takai 76' (a.g.) | Reporte |                   | Asistencia: 20 837 espectadores Árbitro(s): Salman Falahi | Asistencia: 20 837 espectadores Árbitro(s): Salman Falahi |

| Vuelta; 12 de marzo de 2025 | Kawasaki Frontale                                    | 4 – 0 (Global 4 – 1) | Shanghái Shenhua | Estadio Todoroki Kawasaki, Kawasaki                     |                                                         |
| 19:00 (UTC+9)               | - Sasaki 24' - Erison 64' - Ito 68' - Marcinho 90+1' | Reporte              |                  | Asistencia: 13 277 espectadores Árbitro(s): Omar Al-Ali | Asistencia: 13 277 espectadores Árbitro(s): Omar Al-Ali |

Johor Darul Takzim – Buriram United
| Ida; 4 de marzo de 2025 | Buriram United | 0 – 0   | Johor Darul Takzim | Estadio Buriram, Buriram                                       |                                                                |
| 21:00 (UTC+7)           |                | Reporte |                    | Asistencia: 22 207 espectadores Árbitro(s): Mohammed Al-Hoaish | Asistencia: 22 207 espectadores Árbitro(s): Mohammed Al-Hoaish |

| Vuelta; 11 de marzo de 2025 | Johor Darul Takzim | 0 – 1 (Global 0 – 1) | Buriram United | Estadio Sultán Ibrahim, Johor Bahru                      |                                                          |
| 20:00 (UTC+8)               |                    | Reporte              | Suphanat 58'   | Asistencia: 34 644 espectadores Árbitro(s): Ahmed Al-Ali | Asistencia: 34 644 espectadores Árbitro(s): Ahmed Al-Ali |

Gwangju – Vissel Kobe
| Ida; 5 de marzo de 2025 | Vissel Kobe           | 2 – 0   | Gwangju | Estadio Kobe City Misaki Park, Kōbe                     |                                                         |
| 19:00 (UTC+9)           | - Ōsako 20' - Ide 29' | Reporte |         | Asistencia: 7630 espectadores Árbitro(s): Adel Al-Naqbi | Asistencia: 7630 espectadores Árbitro(s): Adel Al-Naqbi |

| Vuelta; 12 de marzo de 2025 | Gwangju                                      | 3 – 0 (t. s.)(Global 3 – 2) | Vissel Kobe | Estadio Mundialista, Gwangju                                    |                                                                 |
| 19:00 (UTC+9)               | - Park Jeong-in 18' - Asani 85' (pen.), 118' | Reporte                     |             | Asistencia: 3617 espectadores Árbitro(s): Abdulrahman Al-Jassim | Asistencia: 3617 espectadores Árbitro(s): Abdulrahman Al-Jassim |

Etapa final
Los cuatro equipos de la Región Oeste y los cuatro equipos de la Región Este que ganaron sus llaves de octavos de final avanzaron a la fase final, que se celebró en sedes centralizadas en Arabia Saudita del 25 de abril al 3 de mayo de 2025. El sorteo de las fases finales (cuartos de final y posteriores) estuvo previsto para el 17 de marzo de 2025.
Los partidos se disputaron en dos estadios de la ciudad de Yeda.

### Cuartos de final
| 25 de abril de 2025 | Al-Hilal | 7 – 0   | Gwangju | Ciudad Deportiva del Rey Abdalá, Yeda                                         |                                                                               |
| 19:30 (UTC+3)       | - Milinković-Savić 6' - Leonardo 25' - K. Al-Dawsari 33' - Mitrović 55' - Malcom 79' - N. Al-Dawsari 84' - Al-Hamdan 86' | Reporte |         | Asistencia: 48 713 espectadores Árbitro(s): Ahmad Al-Ali VAR: Khamis Al-Marri | Asistencia: 48 713 espectadores Árbitro(s): Ahmad Al-Ali VAR: Khamis Al-Marri |

| 26 de abril de 2025 | Al-Ahli                               | 3 – 0   | Buriram United | Ciudad Deportiva del Rey Abdalá, Yeda                                             |                                                                                   |
| 19:30 (UTC+3)       | - Mahrez 4' - Galeno 6' - Firmino 30' | Reporte |                | Asistencia: 43 027 espectadores Árbitro(s): Ahmed Al-Kaf VAR: Muhammad Bin Jahari | Asistencia: 43 027 espectadores Árbitro(s): Ahmed Al-Kaf VAR: Muhammad Bin Jahari |

| 26 de abril de 2025 | Yokohama F. Marinos | 1 – 4   | Al-Nassr                                  | Ciudad Deportiva del Príncipe Abdalá al-Faisal, Yeda                       |                                                                            |
| 22:30 (UTC+3)       | Watanabe 53'        | Reporte | - Durán 27', 49' - Mané 31' - Ronaldo 38' | Asistencia: 11 880 espectadores Árbitro(s): Adel Al-Naqbi VAR: Omar Al-Ali | Asistencia: 11 880 espectadores Árbitro(s): Adel Al-Naqbi VAR: Omar Al-Ali |

| 27 de abril de 2025 | Kawasaki Frontale                         | 3 – 2 (t. s.) | Al-Sadd                           | Ciudad Deportiva del Príncipe Abdalá al-Faisal, Yeda           |                                                                |
| 19:30 (UTC+3)       | - Erison 4' - Marcinho 21' - Wakizaka 98' | Reporte       | - Paulo Otávio 9' - Claudinho 71' | Asistencia: 2873 espectadores Árbitro(s): Ma Ning VAR: Fu Ming | Asistencia: 2873 espectadores Árbitro(s): Ma Ning VAR: Fu Ming |

### Semifinales
| 29 de abril de 2025 | Al-Hilal          | 1 – 3   | Al-Ahli                                      | Ciudad Deportiva del Rey Abdalá, Yeda                                    |                                                                          |
| 19:30 (UTC+3)       | S. Al-Dawsari 42' | Reporte | - Firmino 9' - Toney 27' - Al-Buraikan 90+8' | Asistencia: 50 613 espectadores Árbitro(s): Adham Makhadmeh VAR: Fu Ming | Asistencia: 50 613 espectadores Árbitro(s): Adham Makhadmeh VAR: Fu Ming |

| 30 de abril de 2025 | Al-Nassr               | 2 – 3   | Kawasaki Frontale                  | Ciudad Deportiva del Rey Abdalá, Yeda                                                |                                                                                      |
| 19:30 (UTC+3)       | - Mané 28' - Yahya 87' | Reporte | - Ito 10' - Ozeki 41' - Ienaga 76' | Asistencia: 28 810 espectadores Árbitro(s): Alireza Faghani VAR: Muhammad Bin Jahari | Asistencia: 28 810 espectadores Árbitro(s): Alireza Faghani VAR: Muhammad Bin Jahari |

### Final
| 3 de mayo de 2025 | Al-Ahli                   | 2 – 0   | Kawasaki Frontale | Ciudad Deportiva del Rey Abdalá, Yeda                  |                                                        |
| 19:30 (UTC+3)     | - Galeno 35' - Kessié 42' | Reporte |                   | Árbitro(s): Abdulrahman Al-Jassim VAR: Khamis Al-Marri | Árbitro(s): Abdulrahman Al-Jassim VAR: Khamis Al-Marri |

|                             |
| Bandera de Arabia Saudita   |
| Campeón Al-Ahli 1.er título |

## Estadísticas

### Hat-tricks o pókers
A continuación se detallan los tripletes conseguidos a lo largo de la temporada.
Nota: No contabilizadas las estadísticas en rondas previas.
| Fecha      | Jugador          | Goles         | Local   | Resultado | Visitante           | Jornada   | Ref.   |
| ---------- | ---------------- | ------------- | ------- | --------- | ------------------- | --------- | ------ |
| 17/09/2024 | Jasir Asani      | 2' 55' 90+2'  | Gwangju | 7 – 3     | Yokohama F. Marinos | Jornada 1 | [ 10 ] |
| 21/10/2024 | Salem Al-Dawsari | 45+5' 65' 75' | Al-Ain  | 4 – 5     | Al-Hilal            | Jornada 3 | [ 11 ] |
| 21/10/2024 | Soufiane Rahimi  | 39' 67' 90+6' | Al-Ain  | 4 – 5     | Al-Hilal            | Jornada 3 | [ 11 ] |